# 2005年兴都库什山脉地震
2005年兴都库什山脉地震发生于2005年12月12日21时47分46秒，仅发生于2005年克什米尔大地震两个月之后。地震震中位于在阿富汗北部兴都库什地区（北纬36.357度，东经71.093度），地震规模为Mw 6.5，震源深度约224.6千米，最大烈度为VII度。本次地震影响范围波及到了三个国家，分别为阿富汗、巴基斯坦和塔吉克斯坦，其中造成5人死亡，1人受伤。本次地震已被美国地质勘探局列入2005年主要地震列表。

## 概况
虽然6级左右的地震通常会造成严重的破坏，但由于它发生在地下约200多公里处，所以地震造成的损失相对较小，但仍然造成了5人死亡和1人受伤。由于本次地震的威力十分巨大，山体滑坡堵塞了阿扎德克什米尔巴格附近的几条道路。在震中距超过200英里的巴基斯坦伊斯兰堡，仍可感受到强烈的震感。这场地震的发生让许多刚经历过2005年克什米尔大地震的幸存者再次陷入恐慌，他们在严寒的临时避难所里逃到室外。